# Flogiston

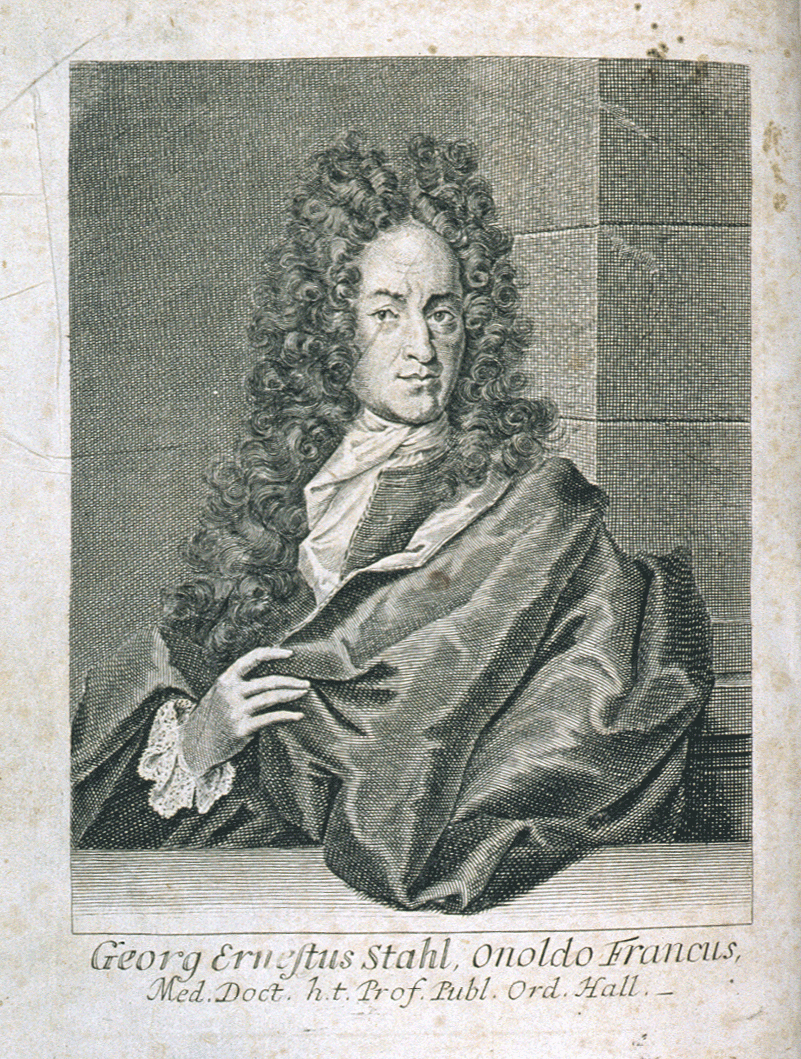
Georg Ernst Stahl

De flogistontheorie is een thans niet meer aanvaarde 17e-eeuwse hypothese over de achtergrond van verbranding.
De theorie, geformuleerd door de Duitse arts Georg Ernst Stahl (1660-1734), stelde dat alle brandbare materialen flogiston (of phlogiston)  bevatten, een substantie zonder kleur, geur, smaak of massa, die de eigenschap van 'hitte' in zich zou dragen. Flogiston zou uit het materiaal vrijgemaakt worden door verbranding. Overigens gebruikte voor hem Johann Joachim Becher (1635-1681) de term 'flogiston' al als karakteristiek voor brandbare en zwarte aarde. 
Aanwijzingen voor deze theorie: wanneer kwik wordt verwarmd tot net onder 500°C, ontstaat er een rood gekleurde substantie die men per se noemde, omdat de neerslag "uit zichzelf" leek te ontstaan. Men geloofde dat per se kwik zonder flogiston was (per se + flogiston = kwik). Toen Joseph Priestley de rode stof verwarmde boven de 500°C in een vacuüm, kwam een gas (air vital) vrij dat kaarsen feller deed branden, en muizen langer liet overleven in een afgesloten kamer: gedeflogistonneerde lucht, in feite zuurstof.

## Weerlegging

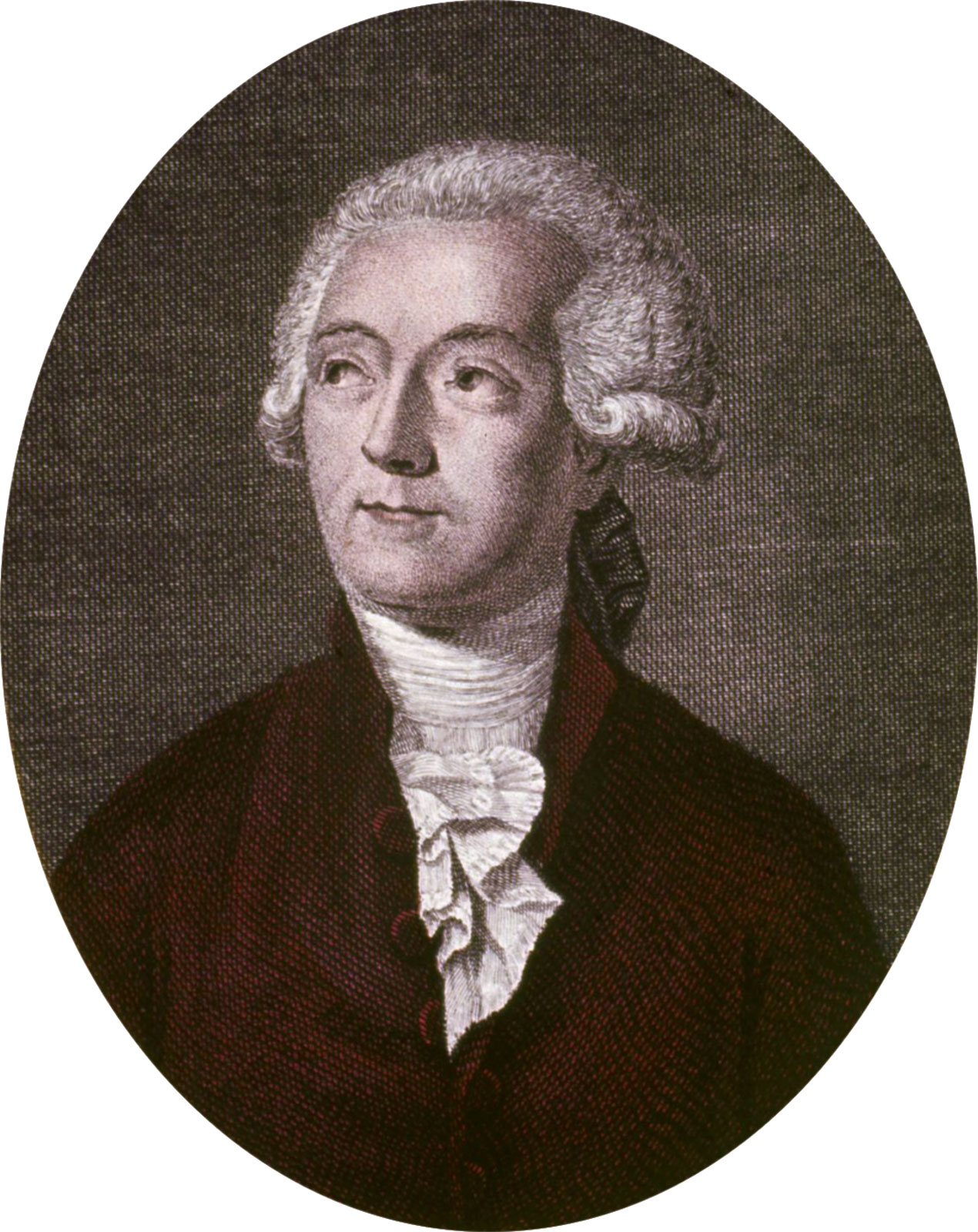
Antoine Lavoisier

De flogistontheorie werd uiteindelijk ontkracht door de Franse scheikundige Antoine Lavoisier, met behulp van de door hem geformuleerde wet van behoud van massa: de gecondenseerde rode substantie woog meer dan het oorspronkelijke kwik. Dit werd verklaard door de opname van het door Joseph Priestley ontdekte gas air vital. In feite ging het hier dus om Hg (kwik) dat met O2 (air vital; zuurstof) reageert (oxideert) onder 500°C:
{\displaystyle {\ce {2Hg + O2->2HgO}}}
en dit boven de 500°C weer afgeeft via de ontleding van kwikoxide:
{\displaystyle {\ce {2HgO -> 2Hg + O2}}}